# Euphorbia basarabica
Euphorbia basarabica — вид квіткових рослин родини молочаєвих (Euphorbiaceae).

## Поширення
Росте в Румунії й Україні.